# Брест (Чучер-Сандево)
Брест (мкд. Брест) је насеље у Северној Македонији, у северном делу државе. Брест је насеље у оквиру општине Чучер-Сандево.

## Географија
Брест је смештен у крајње северном делу Северне Македоније, на граници са Србијом. Од најближег града, Скопља, село је удаљено 35 km северно.
Село Брест се налази у историјској области Црногорје, на висовима у средишњем делу Скопске Црне горе, на приближно 1.260 метара надморске висине.
Месна клима је планинска због знатне надморске висине.

## Становништво
Брест је према последњем попису из 2021. године имао 278 становника.
Претежна вероисповест месног становништва је ислам.
| Национални састав према попису из 2021.‍ | Национални састав према попису из 2021.‍ | Национални састав према попису из 2021.‍ | Национални састав према попису из 2021.‍ | Национални састав према попису из 2021.‍ |
| --------------------------------------- | --------------------------------------- | --------------------------------------- | --------------------------------------- | --------------------------------------- |
|                                         |                                         |                                         |                                         |                                         |
| Албанци                                 | Албанци                                 |                                         | 230                                     | 82,7%                                   |
| непописани                              | непописани                              |                                         | 48                                      | 17,2%                                   |